# 個體化醫學
個體化醫學（Personalized medicine），也稱為精準醫學，也称個性化醫療、个人化医疗，是一種針對病患的個別情形，進行医疗卫生個別化的醫學模式，包括醫學決策、治療、實務以及藥品都是針對病患，依照其治療的反應或疾病的風險所規劃的。有時也會用精準醫學（precision medicine）或P4醫學（P4 medicine）來說明此一概念，不過有些作者或組織會區分這些詞之間的差異。
依病患的情形調整治療方式的作法可以追溯到古希臘的希波克拉底，不過這些年此詞語開始普遍使用，主要是因為新診斷技術以及資訊學的成長，提供了以分子基礎對疾病的瞭解，特別是基因組學。這提供了為病人依基因組分組的清楚依據。
在美國國家工程院贊助的14個「Grand Challenges for Engineering」計劃中，將個體化醫學視為是「達到最佳個體醫療決策」的關鍵且有前瞻性方法，可以克服挑戰，用生物医学工程的方式「工程改良醫療」（Engineer better medicines）。
此醫學模式下，診斷性的測試會配合病患的基因、分子分析或是其他細胞分析來選擇適當的最佳療法。個體化醫學中會用到的工具包括分子診斷學、影像以及分析。